# Šimon Voseček

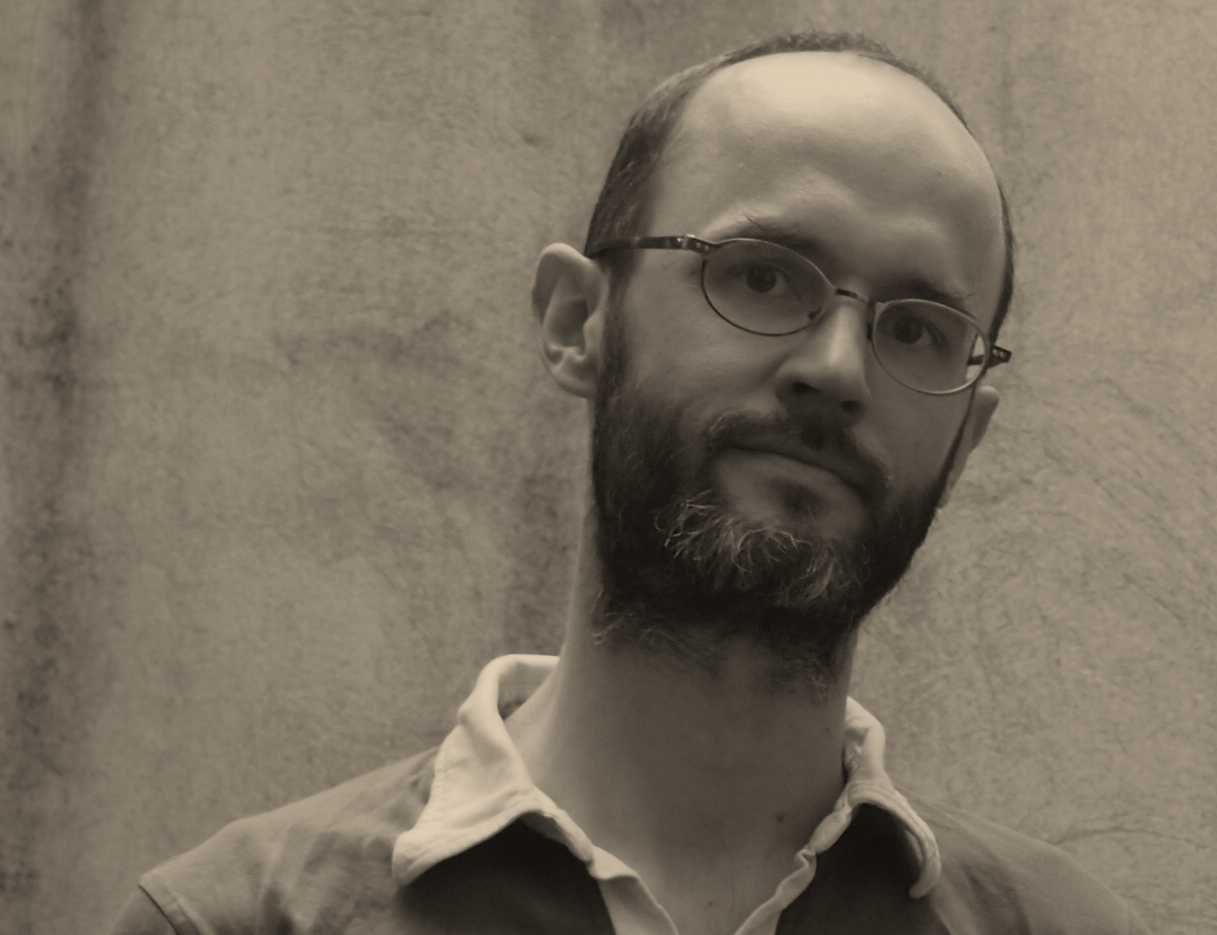
Šimon Voseček, Komponist

Šimon Voseček (* 13. April 1978 in Prag) ist ein österreichischer Komponist tschechischer Herkunft.

## Leben
Kompositionsstudium bei Otomar Kvěch am Prager Konservatorium, Diplom 2002, dann in Wien bei Dietmar Schermann, Erich Urbanner sowie Chaya Czernowin an der Universität für Musik und darstellende Kunst Wien, Diplom 2008 mit Auszeichnung. Mitbegründer von Platypus Ensemble & New Music Group. Voseček zählt zu den profilierten Komponisten der jüngeren Generation in Österreich. In der Öffentlichkeit wurde besonders seine zweite Oper Biedermann und die Brandstifter wahrgenommen (UA Wien 2013, italienische EA Bozen/Bolzano 2014, englischsprachige EA London 2015, deutsche EA 2017 im Stadttheater Bremerhaven). Seine dritte Oper Hybris nach einem Libretto von Kristine Tornquist schrieb er im Auftrag des sirene operntheaters (UA Wien 2016). Von 2008 bis 2014 war Voseček Vorstandsmitglied der Internationalen Gesellschaft für Neue Musik (IGNM).

## Auszeichnungen und Förderungen
- 2008 – Förderungspreis der Universität für Musik und darstellende Kunst Wien
- 2008 – Österreichischer Förderungspreis für Musik[7]
- 2011 und 2015 – Österreichisches Staatsstipendium für Komposition
- 2016 – Förderungspreis der Stadt Wien für Musik[8]

## Werke (Auswahl)
- Soudničky (dt. Heiteres Bezirksgericht), Oper in drei Akten nach einem Libretto von Jan Panenka (1999/2008)
- Biedermann und die Brandstifter, Oper in zwei Akten nach dem gleichnamigen Stück von Max Frisch, Libretto: Šimon Voseček, für 8 Stimmen und Kammerensemble (2005–2007). Uraufführung 2013 durch die Neue Oper Wien im Semperdepot Wien, Regie: Béatrice Lachaussée, musikalische Leitung: Walter Kobéra. Neuproduktion durch die Independent Opera at Sadler’s Wells in London in englischer Übersetzung von David Pountney, Regie: Max Hoehn, Musikalische Leitung: Timothy Redmond. Weitere Neuproduktion in der deutschen Originalfassung im Februar 2017 im Stadttheater Bremerhaven, Regie: Christian von Götz, musikalische Leitung: Thomas Kolb.
- Hybris, Oper in zwei Akten nach einem Libretto von Kristine Tornquist (2015/2016). Uraufgeführt 2016 in der Wiener Kammeroper in einer Produktion des sirene operntheaters. Regie: Kristine Tornquist, musikalische Leitung: François-Pierre Descamps
- Im Säurebad, für Streichquartett (2008)
- Migräne, für Orchester (2011), Uraufführung in Curitiba (Brasilien)
- Mäuse für Ensemble und Video (2012), Uraufführung in Kiew (Ukraine)
- Spermien für Sopraninoblockflöte und Piccolo (2010)
- Latte oder der Busen Anita Ekbergs für Ensemble (2011)
- Hallucinations für Ensemble (2015), Musik zum Stummfilm Mechanical Principles von Ralph Steiner aus dem Jahr 1930
- weitere kammermusikalische und sinfonische Werke

## Theaterprojekte
- Seit 2012: Zusammenarbeit mit der Wiener Performancegruppe schallundrauch agency als Komponist, Performer und Theaterpädagoge. Produktionen: Da Saund of Music (2012), Da Saund of Music – HIDDEN TRACKS (2013), Im falschen Film (2014), Da Saund of Music – BONUS TRACK (2015).